# Giannis Konstantinidis
Giannis Konstantinidis (griechisch Γιάννης Κωνσταντινίδης, auch als Yiannis bzw. Iannis und Constantinidis transkribiert; * 21. August 1903 in Smyrna (heute Izmir); † 17. Januar 1984 in Athen) war ein griechischer Komponist klassischer Musik, Pianist und Dirigent, der unter dem Pseudonym Kostas Giannidis (gr. Κώστας Γιαννίδης) auch ein erfolgreicher Komponist populärer griechischer Lieder war.

## Leben
Konstantinidis kam als Sohn einer wohlhabenden großbürgerlichen Familie in Smyrna zur Welt, die ursprünglich aus Zagora auf dem Pilion stammte. Er wuchs im liberalen Klima der Stadt auf, die damals über 40 Theater verfügte, in denen auch Opern und Operetten gegeben wurden. Ersten Unterricht in Harmonielehre erhielt er als Kind von Dimosthenis Milanakis. Außerdem wurde für ihn die Volksmusik der Arbeiter aus den Vorstädten Smyrnas und der aus der bäuerlichen Bevölkerung aus dem ländlichen Umland der Stadt prägend. Im April 1922, kurz vor der Rückeroberung Smyrnas durch die Türken im Griechisch-Türkischen Krieg verließ Konstantinidis seine Heimatstadt und begab sich nach zunächst nach Dresden, im Januar 1923 schließlich nach Berlin, wo er bis 1930 blieb. Hier studierte er bei Paul Juon Komposition (1923–24), Klavier bei Karl Rössler, Dirigieren bei Carl Ehrenberg und Orchestration bei Kurt Weill. In Berlin lernte er den Schönberg-Schüler Nikos Skalkottas kennen, mit dem er Freundschaft schloss. Da seine Familie ihn nach der Zerstörung Smyrnas nicht mehr finanziell unterstützen konnte, arbeitete er als Pianist in Kabarett- und Filmvorführungen sowie im Radio und damit für die wichtigsten neuen Medien der Goldenen Zwanziger. Als Komponist trat er unter dem Pseudonym Costa Dorres 1927 erstmals mit der Uraufführung der Operette Der Liebesbazillus in Stralsund in Erscheinung.
1931 übersiedelte Konstantinidis nach Athen, wo er zur Sicherung seines Lebensunterhalts vor allem als Komponist populärer Lieder arbeitete. Von 1946 bis 1952 war er Abteilungsleiter für Unterhaltungsmusik am staatlichen griechischen Rundfunk (EIR), von 1952 bis 1960 Musikdirektor beim Rundfunk der griechischen Streitkräfte. Nach 1960 arbeitete er als freier Komponist. Für seine populären Kompositionen benutzte er, zur Unterscheidung von dem ebenfalls erfolgreichen Grigoris Konstantinidis, das Pseudonym Kostas Giannidis, welches bald bekannter wurde als sein eigentlicher Name, unter dem er weniger prominent, aber stetig und mit wachsendem Erfolg Kompositionen für Orchester und andere klassische Besetzungen, Klaviermusik sowie eine Vielzahl Kunstlieder komponierte. In den 1960er Jahren war er bei einigen Schlagerwettbewerben erfolgreich. So sorgte das Lied Xypna agapi mou (Ξύπνα αγάπη μου, etwa ‚Wach auf, mein Liebster‘) für die erste Auszeichnung der Sängerin Nana Mouskouri, die damit beim Wettbewerb des Festival Internacional del Mediterráno in Barcelona 1960 den ersten Platz belegte. Auch die Sängerinnen Angela Zilia und Keti Belinda waren mit seinen Liedern erfolgreich.

## Werke
Als Giannidis schuf Konstantinidis über 50 Bühnenwerke, sieben Filmmusiken und zahlreiche einzelne Lieder und Schlager. Unter seinem wirklichen Namen komponierte er vor allem von der griechischen Volksmusik inspirierte, im Duktus spätromantische Werke, die ihn zu einem späten Vertreter der griechischen Nationalen Schule machen. Besonders zahlreich ist auch im Bereich der Klassischen Musik sein Liedschaffen.
Operetten
- Der Liebesbazillus, 1927
- Koumbara (Κουμπάρα), 1932
- Etsi ine i zoi (Έτσι είναι η Ζωή ‚So ist das Leben‘), Libretto: D. Evangelidis
- Koritsia tis Pandrias (Κορίτσια της Παντρειάς), Libretto: D. Evangelidis und Alexandros Sakellarios
- Reportaz (Ρεπορτάζ ‚Reportage‘), Libretto: D. Giannoukakis

Musical Comedies
- Alepou (Αλεπού), 1940
- Panathinea (Παναθήναια ‚Panathenäen‘), 1940
- Kolokythia (Κολοκυθιά), Text: D. Giannoukakis, 1933
- Keramida (Κεραμίδα)
- Maskot (Μασκώτ)
- Koketta (Κοκέττα)
- Silouetta (Σιλουέττα), 1938
- Apergia (Απεργία), 1936
- Peripeties stin eparxia (Περιπέτειες στην επαρχία ‚Abenteuer in der Provinz‘), Text: Alexandros Sakellarios und Christos Giannakopoulos
- Alithies ke psefties (Αλήθειες και ψευτιές ‚Wahrheiten und Lügen‘), Text: D. Giannoukakis, 1933
- Zito o Romios (Ζήτω ο Ρωμηός), Text: M. Traiforos, 1947

Orchesterwerke
- Dodekanesische Suite Nr. 1 (Δωδεκανησιακή σουΐτα Αρ. 1)
- Dodekanesische Suite Nr. 2 (Δωδεκανησιακή σουΐτα Αρ. 2)
- Drei griechische Tänze (Τρεις ελληνικοί Χοροί)
- Kykladischer Tanz (Κυκλαδίτικος Χορός)
- Kleinasiatische Rhapsodie (Μικρασιατική Ραψωδία)

Kammermusik
- 22 Lieder und Tänze des Dodekanes (22 τραγούδια και χοροί από τα Δωδεκάνησα) für Klavier, 1943–46
- Kleine Suite über dodekanesische Themen (Μικρή Σουίτα σε δωδεκανησιακά θέματα) für Violine und Klavier, 1947
- 44 Kinderstücke über Themen der Volksmusik (44 παιδικά κομμάτια σε λαϊκά θέματα) für Klavier, 1950–51, erschienen u1957 in den USA als Greek Miniatures
- Drei Sonatinen für Klavier, 1952
- Acht Tänze von griechischen Inseln (8 νησιώτικοι ελληνικοί χοροί) für Klavier, 1954
- Sechs Etüden über griechische Rhythmen der Volksmusik (6 σπουδές σε ελληνικούς λαϊκούς ρυθμούς) für Klavier, 1956–58
- Zehn griechische Weisen (10 ελληνικοί σκοποί) für Bläserquintett, 1972

Vokalmusik
- Fünf Lieder der Erwartung (5 τραγούδια της προσμονής) nach Rabindranath Tagore für Mezzosopran und Klavier, 1924–80
- Fünf Liebeslieder (5 τραγούδια της αγάπης), 1930–31
- 20 Lieder des griechischen Volkes (20 τραγούδια του ελληνικού λαού), 1937–47
- Acht dodekanesische und acht kleinasiatische Lieder (8 Δωδεκανησιακά και 8 Μικρασιατικά τραγούδια) für gemischten Chor a cappella, 1972

## Tonträger
- Yiannis Constantinidis: Works For Orchestra (Gesamtaufnahme der Orchesterwerke), Sinfonieorchester des Bulgarischen Rundfunks, Byron Fidetzis, Lyra CD 0169 (1995)